# Estela García Villalta
Estela de Covadonga García Villalta (Villanova i la Geltrú, 20 de març de 1989) és una velocista catalana especialitzada en carreres de 100 i 200 metres.
El 2008 va competir en el Campionat Mundial Júnior d'Atletisme de Bydgoszcz (Polònia), on va participar en les modalitats de 100 i 200 metres i en els relleus 4 x 100 metres. Per a l'any següent, en els Jocs Mediterranis de 2009 a Pescara va quedar vuitena en la prova de 200 metres, amb una marca de 24,29 segons. Posteriorment, en el Campionat Europeu d'Atletisme Sub-23 de Kaunas (Lituània) no va superar una quinzena plaça en els 200 metres, si bé va quedar en millor posició en la fase de relleus, en acabar novena amb un temps total de 45,18 segons.
El 2010 va aconseguir la seva primera medalla de bronze en els relleus de 4 x 100 metres en el XIV Campionat Iberoamericà d'Atletisme, celebrat a la ciutat espanyola de San Fernando (Cadis), amb un temps de 44,38 segons. Setmanes després, en el Campionat Europeu d'Atletisme de Barcelona, tot i que va millorar el temps en aquesta categoria (43,45 segons) va quedar en una sisena plaça al costat de les seves companyes.
El 2011 va participar en el Campionat Europeu d'Atletisme Sub-23 que es va celebrar a Ostrava (República Txeca), on va quedar en vintè lloc en els 100 metres, i no va superar la semifinal en els 200 metres. Al setembre d'aquest any, Estela García no va poder participar en el Campionat Mundial d'Atletisme que havia de celebrar-se a la ciutat sud-coreana de Daegu després de donar positiu en un control antidopatge que se li va efectuar durant els Campionats d'Espanya a l'agost, la qual cosa va comportar que fos retirada de l'equip nacional amb el qual havia de competir en la carrera de relleus 4 x 100 metres. Posteriorment, l'esportista va afirmar que després de les proves de Ostrava, es trobava amb un problema de retenció de líquids, la qual cosa va motivar que comprés sense recepta mèdica un diürètic en una farmàcia, que va ser el que la va portar a donar positiu. Va ser apartada de les competicions el que restava de 2011 i tot el 2012, tornant a competir dos anys després de la sanció, al 2013.
De nou en el circuit professional després de la sanció, al 2013 va tornar amb força a les pistes, la qual cosa es va veure reflectit en la consecució de la medalla de plata en els 100 metres en els Jocs Mediterranis de Mersin (Turquia), amb un registre d'11,53 segons, i obtenint a més una notable quarta plaça en els 200 metres, amb 23,65 segons. Per a 2014, en el Campionat Europeu d'Atletisme no va arribar a deixar bons registres en la competició, amb un vint-i-novè lloc en els 100 metres (11,72 s.) i un catorzè lloc en els relleus (44,68 s.).
Al 2016 va participar en les seves tres especialitats en el Campionat Europeu d'Atletisme d'Amsterdam, aconseguint un quinzè lloc en els 100 m; un dissetè lloc (caient en semifinal) en els 200; i un desè lloc en els relleus de 4 x 100 metres. Setmanes després va viatjar fins al Brasil amb la representació espanyola per a participar en els Jocs Olímpics de Rio de Janeiro, on va obtenir la posició 52a en els 200 metres femenins, amb 23,43 segons.
El 2018 tornava a pujar als podis en els Jocs Mediterranis celebrats a Tarragona. García va obtenir la medalla de bronze en els 200 metres, i la plata al costat del seu combinat d'equip en els relleus. Més tard, en la cita de Berlín, on tenia lloc el Campionat Europeu d'Atletisme, queia en la semifinal en els 200 metres i repetia una posició folgada en quedar vuitena en els relleus.
Al 2019 viatjava fins a Escòcia per a córrer en el Campionat Europeu d'Atletisme en Pista Coberta en la modalitat de 60 metres, on va aconseguir un temps de 7,46 segons, que li va valer el lloc vint-i-quatrè. Poc després, en els Jocs Europeus de 2019 a Minsk (Belarús), corria els 100 metres, obtenint un registre de 11,89 segons, i quedant vint-i-setena en la fase final.
En el pla professional, Estela García va estudiar un Grau Superior d'Higiene Bucodental.

## Resultats

### Per temporada
| any  | competició                                     | lloc               | posició  | modalitat         | marca    |
| 2005 | Festival Olímpic de la Joventut Europea        | Lignano Sabbiadoro | 17ª (q)  | 200 m             | 25,62 s. |
| 2005 | Festival Olímpic de la Joventut Europea        | Lignano Sabbiadoro | 8ª       | Relleus 4 x 100 m | 48,30 s. |
| 2008 | Campionat Mundial Júnior d'Atletisme           | Bydgoszcz          | 32ª (q)  | 100 m             | 12,03 s. |
| 2008 | Campionat Mundial Júnior d'Atletisme           | Bydgoszcz          | 36ª (q)  | 200 m             | 24,67 s. |
| 2008 | Campionat Mundial Júnior d'Atletisme           | Bydgoszcz          | 16ª (q)  | Relleus 4 x 100 m | 45,88 s. |
| 2009 | Jocs Mediterranis                              | Pescara            | 8ª       | 200 m             | 24,29 s. |
| 2009 | Campionat Europeu d'Atletisme Sub-23           | Kaunas             | 15ª (q)  | 200 m             | 24,08 s. |
| 2009 | Campionat Europeu d'Atletisme Sub-23           | Kaunas             | 9ª       | Relleus 4 x 100 m | 45,18 s. |
| 2010 | Campionat Iberoamericà d'Atletisme             | San Fernando       | 9ª       | 200 m             | 24,51 s. |
| 2010 | Campionat Iberoamericà d'Atletisme             | San Fernando       | 3ª       | Relleus 4 x 100 m | 44,38 s. |
| 2010 | Campionat d'Europa d'Atletisme                 | Barcelona          | 6ª       | Relleus 4 x 100 m | 43,45 s. |
| 2011 | Campionat d'Europa d'Atletisme Sub-23          | Ostrava            | 20ª (q)  | 100 m             | 12,03 s. |
| 2011 | Campionat d'Europa d'Atletisme Sub-23          | Ostrava            | 10ª (SF) | 200 m             | 23,87 s. |
| 2013 | Jocs Mediterranis                              | Mersin             | 2ª       | 100 m             | 11,53 s. |
| 2013 | Jocs Mediterranis                              | Mersin             | 4ª       | 200 m             | 23,65 s. |
| 2014 | Campionat d'Europa d'atletisme                 | Zúric              | 29ª (q)  | 100 m             | 11,72 s. |
| 2014 | Campionat d'Europa d'atletisme                 | Zúric              | 14ª (q)  | Relleus 4 x 100 m | 44,68 s. |
| 2016 | Campionat d'Europa d'atletisme                 | Amsterdam          | 15ª (q)  | 100 m             | 11,64 s. |
| 2016 | Campionat d'Europa d'atletisme                 | Amsterdam          | 17ª (SF) | 200 m             | 23,53 s. |
| 2016 | Campionat d'Europa d'atletisme                 | Amsterdam          | 10ª      | Relleus 4 x 100 m | 44,14 s. |
| 2016 | Jocs Olímpics                                  | Rio de Janeiro     | 52ª (q)  | 200 m             | 23,43 s. |
| 2017 | Campionat del Món d'atletisme                  | Londres            | 38ª (q)  | 200 m             | 23,78 s. |
| 2018 | Jocs Mediterranis                              | Tarragona          | 3ª       | 200 m             | 23,11 s. |
| 2018 | Jocs Mediterranis                              | Tarragona          | 2ª       | Relleus 4 x 100 m | 43,31 s. |
| 2018 | Campionat d'Europa d'atletisme                 | Berlín             | 19ª (SF) | 200 m             | 23,46 s. |
| 2018 | Campionat d'Europa d'atletisme                 | Berlín             | 8ª       | Relleus 4 x 100 m | 43,54 s. |
| 2019 | Campionat Europeu d'Atletisme en Pista Coberta | Edimburg           | 24ª (SF) | 60 m              | 7,46 s.  |
| 2019 | Jocs Europeus                                  | Minsk              | 27ª      | 100 m             | 11,89 s. |

### Millors marques
| Disciplina                       | Marca    | Lloc      | Data                 |
| -------------------------------- | -------- | --------- | -------------------- |
| 60 metres llisos (pista coberta) | 7,21 s.  | Madrid    | 8 de febrer de 2011  |
| 100 metres llisos (exterior)     | 11,30 s. | Madrid    | 21 de juliol de 2018 |
| 200 metres llisos (exterior)     | 23,11 s. | Tarragona | 29 de juny de 2018   |
| 400 metres llisos (exterior)     | 51,49 s. | Barcelona | 1 de juny de 2011    |
| 4 x 100 metres relleus           | 43,11 s. | Tarragona | 30 de juny de 2018   |